# Irán en los Juegos Olímpicos de Helsinki 1952
Irán estuvo representado en los Juegos Olímpicos de Helsinki 1952 por un total de 22 deportistas masculinos que compitieron en 4 deportes.
El portador de la bandera en la ceremonia de apertura fue el halterófilo Mahmud Namdyu.

## Medallistas
El equipo olímpico iraní obtuvo las siguientes medallas:
| Nombre            | Deporte      | Competición |
| ----------------- | ------------ | ----------- |
| Oro               |              |             |
| —                 |              |             |
| Plata             |              |             |
| Mahmud Namdyu     | Halterofilia | 56 kg M     |
| Naser Guivehchi   | Lucha libre  | 62 kg M     |
| Golamreza Tajti   | Lucha libre  | 79 kg M     |
| Bronce            |              |             |
| Ali Mirzai        | Halterofilia | 56 kg M     |
| Mahmud Molagasemi | Lucha libre  | 52 kg M     |
| Yahanbajt Tofig   | Lucha libre  | 67 kg M     |
| Abdolah Mojtabavi | Lucha libre  | 73 kg M     |